# Acer pensylvanicum
Acer pensylvanicum é uma espécie de árvore do gênero Acer, pertencente à família Aceraceae.